# Équevilley
Équevilley és un municipi francès situat al departament de l'Alt Saona i a la regió de Borgonya - Franc Comtat. L'any 2007 tenia 128 habitants.

## Demografia

### Població
El 2007 la població de fet d'Équevilley era de 128 persones. Hi havia 48 famílies, de les quals 16 eren unipersonals (4 homes vivint sols i 12 dones vivint soles), 16 parelles sense fills i 16 parelles amb fills.
La població ha evolucionat segons el següent gràfic:
Habitants censats

### Habitatges
El 2007 hi havia 75 habitatges, 55 eren l'habitatge principal de la família, 7 eren segones residències i 13 estaven desocupats. 69 eren cases i 6 eren apartaments. Dels 55 habitatges principals, 46 estaven ocupats pels seus propietaris i 9 estaven llogats i ocupats pels llogaters; 2 tenien dues cambres, 6 en tenien tres, 11 en tenien quatre i 36 en tenien cinc o més. 44 habitatges disposaven pel capbaix d'una plaça de pàrquing. A 21 habitatges hi havia un automòbil i a 29 n'hi havia dos o més.

### Piràmide de població
La piràmide de població per edats i sexe el 2009 era:
| Homes | Edats   | Dones |
| ----- | ------- | ----- |
| 0     | 95 o +  | 0     |
| 0     | 90 a 94 | 0     |
| 0     | 85 a 89 | 0     |
| 0     | 80 a 84 | 0     |
| 0     | 75 a 79 | 4     |
| 4     | 70 a 74 | 8     |
| 4     | 65 a 69 | 4     |
| 4     | 60 a 64 | 4     |
| 4     | 55 a 59 | 0     |
| 4     | 50 a 54 | 0     |
| 4     | 45 a 49 | 4     |
| 4     | 40 a 44 | 4     |
| 8     | 35 a 39 | 0     |
| 0     | 30 a 34 | 4     |
| 0     | 25 a 29 | 4     |
| 8     | 20 a 24 | 0     |
| 0     | 15 a 19 | 4     |
| 4     | 10 a 14 | 8     |
| 8     | 5 a 9   | 4     |
| 0     | 0 a 4   | 0     |

## Economia
El 2007 la població en edat de treballar era de 76 persones, 55 eren actives i 21 eren inactives. De les 55 persones actives 51 estaven ocupades (31 homes i 20 dones) i 4 estaven aturades (2 homes i 2 dones). De les 21 persones inactives 8 estaven jubilades, 10 estaven estudiant i 3 estaven classificades com a «altres inactius».

### Ingressos
El 2009 a Équevilley hi havia 57 unitats fiscals que integraven 133 persones, la mediana anual d'ingressos fiscals per persona era de 17.384 €.

### Activitats econòmiques
Dels 3 establiments que hi havia el 2007, 1 era d'una empresa de transport, 1 d'una empresa de serveis i 1 d'una empresa classificada com a «altres activitats de serveis».
L'any 2000 a Équevilley hi havia 4 explotacions agrícoles que ocupaven un total de 468 hectàrees.

## Equipaments sanitaris i escolars
El 2009 hi havia una escola elemental integrada dins d'un grup escolar amb les comunes properes formant una escola dispersa.

## Poblacions més properes
El següent diagrama mostra les poblacions més properes.